# Pepe Deluxé
Pepe Deluxé är en elektronisk musikgrupp, bildad 1996 av DJ Slow (Vellu Maurola), JA-Jazz (Tomi Castrén) och James Spectrum (Jari Salo) i Helsingfors, Finland.
Det började med en blandning av hip hop, big beat, breakbeat och downtempo. DJ Slow lämnade bandet 2001 för att jobba med sina soloprojekt. Sedan 2008 består Pepe Deluxé av James Spectrum och multi-instrumentalisten och svensken Paul Malmström. 2012 släpptes gruppen albumet Queen of the Wave, vilket hyllades av många kritiker.

## Diskografi
- Super Sound (1999)
- Beatitude (2003)
- Spare Time Machine (2007)
- Queen of the Wave (2012)